# ميدان القاهرة (باريس)

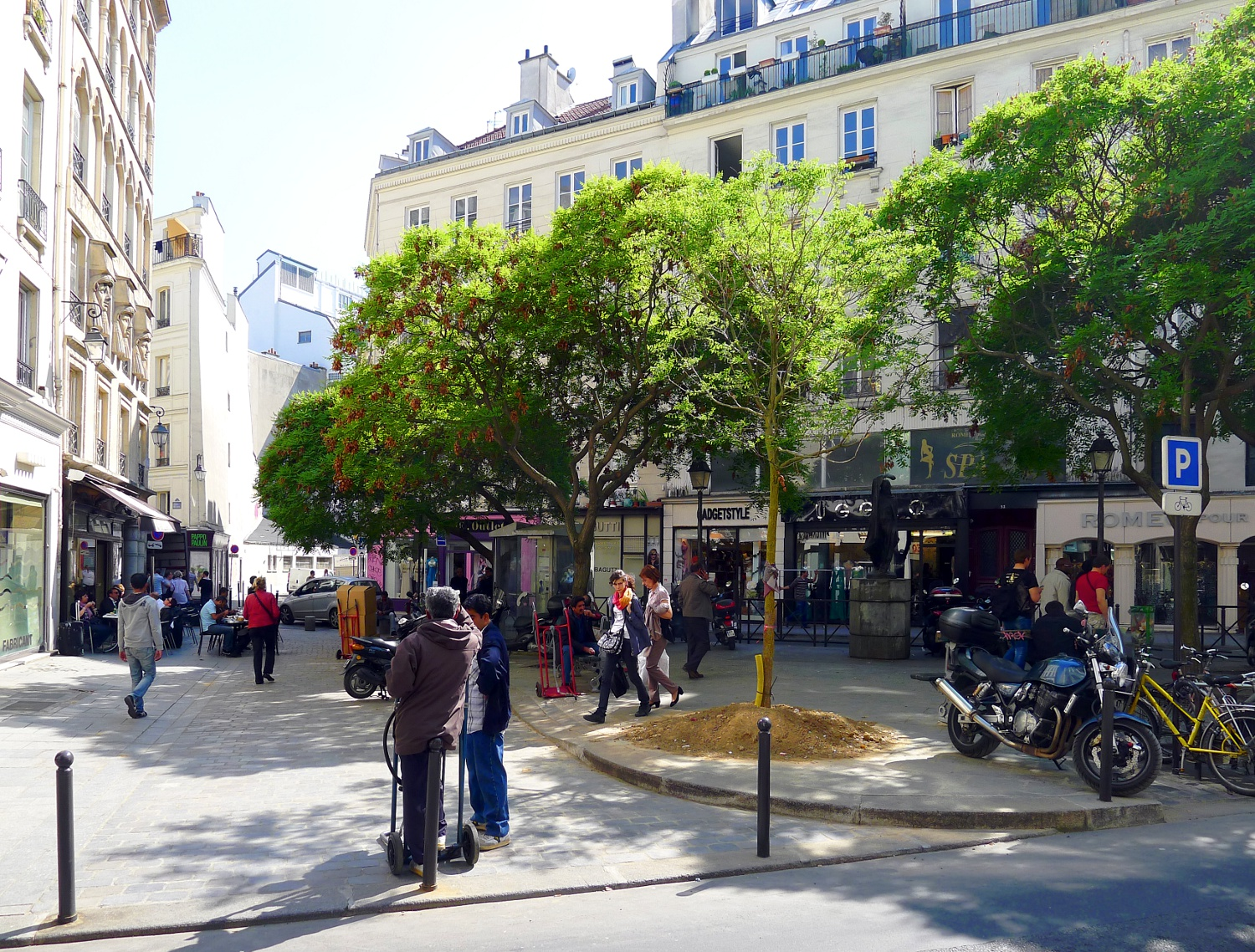
ميدان القاهرة من شارع أبو قير

ميدان القاهرة هو ميدان في الدائرة الثانية بباريس، فرنسا

## الموقع
يقع ميدان القاهرة في الطرف الشمالي من الدائرة الثانية لباريس. وهي مربعة الشكل مثلثة طول ضلعها حوالي 25 م بين شارعي أبو قير والقاهرة. يقع أحد مداخل ممر القاهرة في هذه الساحة.

## أصل التسمية
أطلق عليها اسم ميدان القاهرة تخليدا لذكرى دخول القوات الفرنسية إلى القاهرة منتصرة 23 يوليو 1798.

## تاريخ
تم افتتاح هذه الساحة، مثل الشارع الذي يحمل نفس الاسم، في نهاية عام 1799 على جزء من المباني والحدائق لدير فيليس ديو، شارع سانت دينيس.

## المباني الرائعة وأماكن الذاكرة
- معبر القاهرة
- منزل على طراز إحياء العمارة المصرية

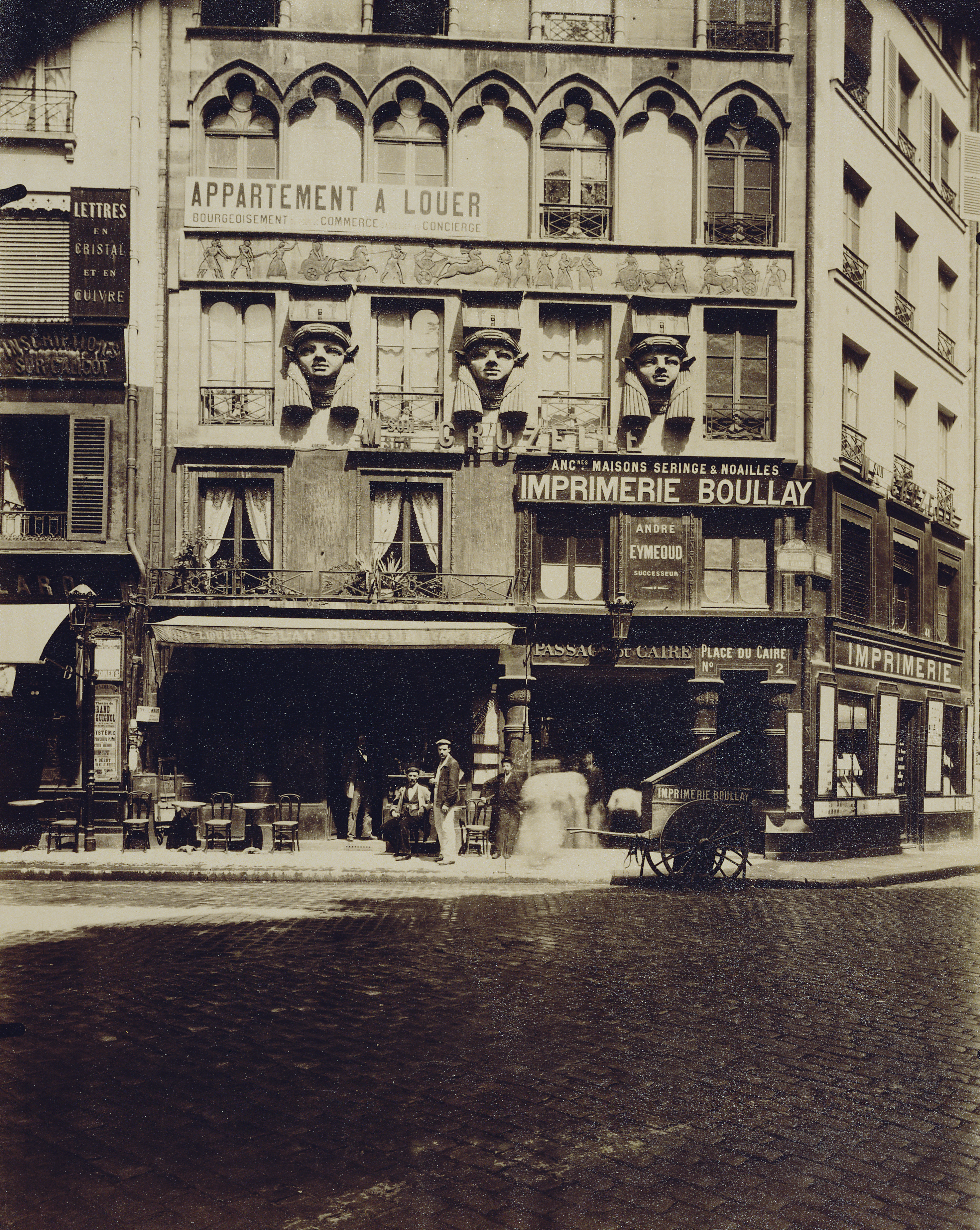
منزل على الطراز إحياء العمارة المصرية في ميدان القاهرة، 1903
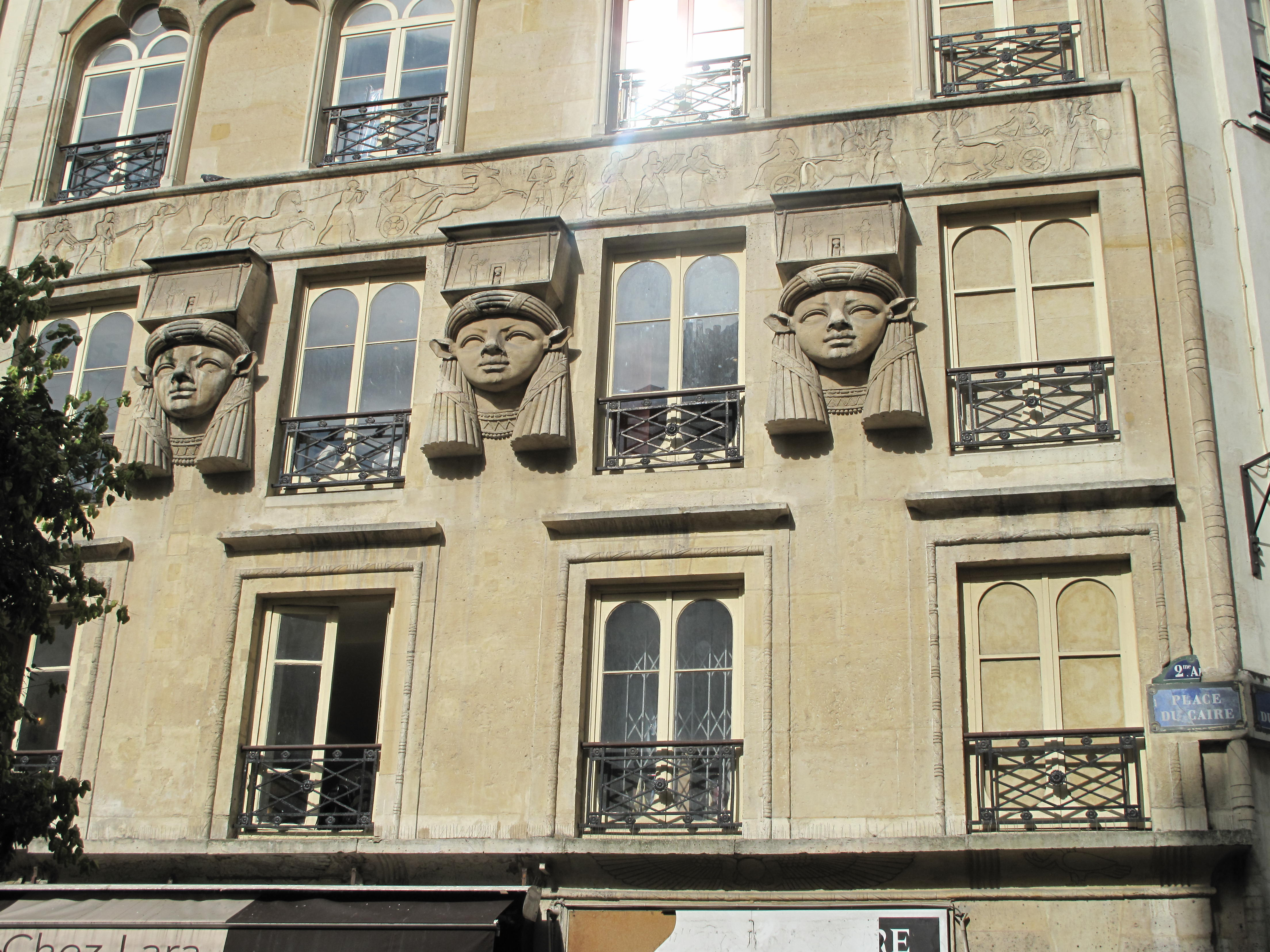
واجهة منزل على طراز إحياء العمارة المصرية في ميدان القاهرة.
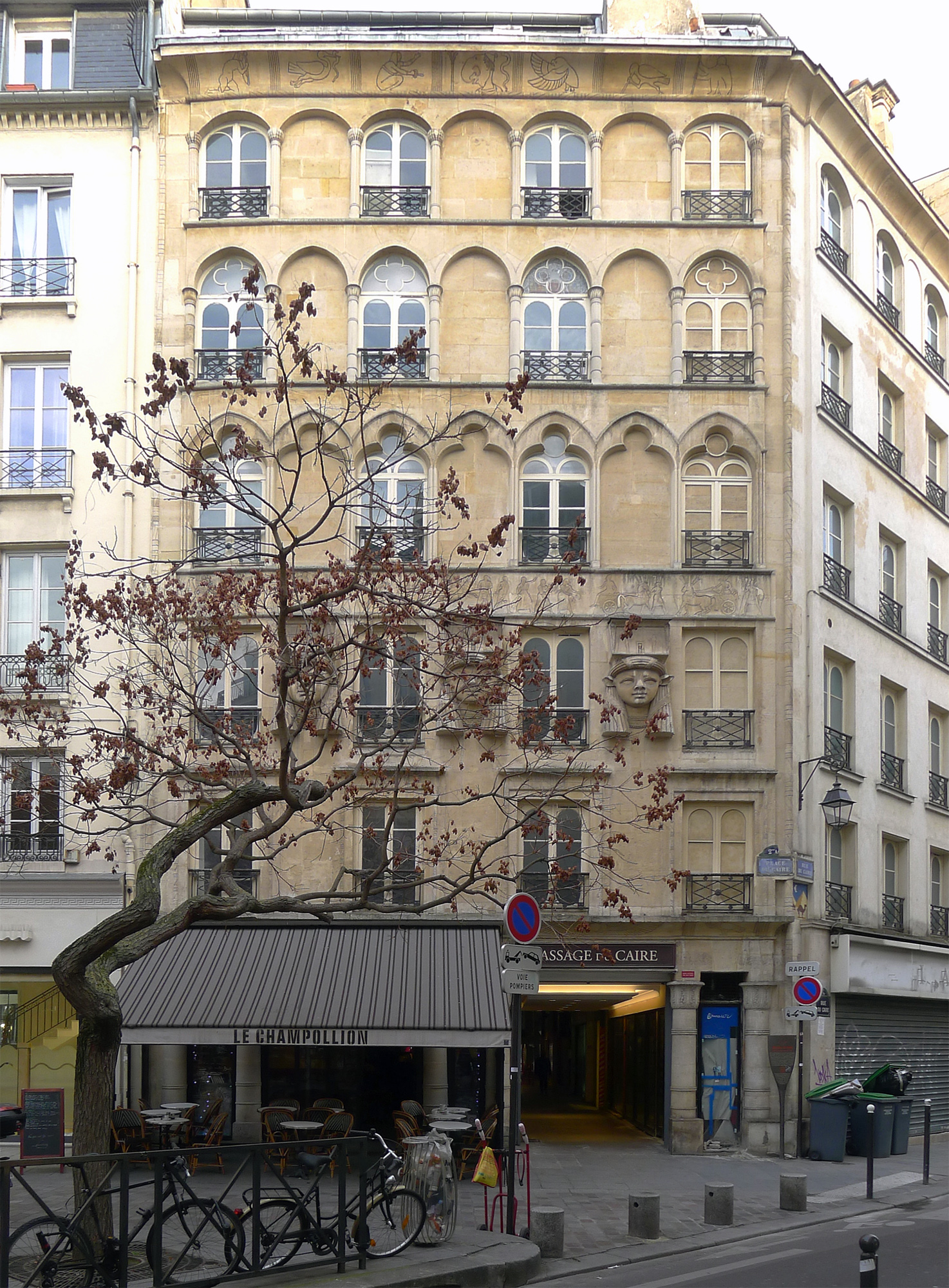
مدخل ممر القاهرة.